# Diptyque de Flandre, triptyque de France

Diptyque de Flandre, triptyque de France est le titre générique d'une collection d'essais par Robert de Montesquiou parue en 1921. Elle est dédiée à Giovanni Boldini.

## Chapitres
Au pays des ciels sonores
1. Le Peintre aux billets (Alfred Stevens)
2. Le Pasteur de cygnes (Georges Rodenbach)

Au-delà des formes
1. Le Broyeur de fleurs (Adolphe Monticelli)
2. L'Inextricable Graveur (Rodolphe Bresdin)
3. La Porte ouverte au jardin fermé du roi (Stéphane Mallarmé)
4. Griffonnages en différents sens